# Пнєво (Калузька область)
Пнєво (рос. Пнево) — присілок в Малоярославецькому районі Калузької області Російської Федерації.
Населення становить 60 осіб. Входить до складу муніципального утворення Селище Юбілейний.

## Історія
Від 2004 року входить до складу муніципального утворення Селище Юбілейний.

## Населення
| 1989 | 2002 | 2010 |
| ---- | ---- | ---- |
| 74   | ↘50  | ↗60  |